# Барон де Рос
Барон де Рос (англ. Baron de Ros) — английский пэрский титул, считающийся самым старинным баронским титулом в Палате лордов. Был создан, по разным версиям, в 1264 или 1299 году.

## История титула
Роберт де Рос, один из активных сторонников Симона де Монфора, 24 декабря 1264 года был вызван последним в парламент. Поскольку Монфор действовал фактически не от лица короля, в последующие времена велась активная дискуссия о том, следует ли считать началом баронии де Рос это событие или вызов в парламент сына Роберта Эдуардом I в 1299 году. Носители титула неоднократно обращались с прошениями о признании Роберта первым бароном де Рос и в 1806 году добились положительного решения. Это означало, что барония де Рос стала официально старейшей в Англии, и лорды де Рос получили почётный титул первых баронов королевства.
Дом де Рос угас в 1508 году. Титул отошёл по женской линии к Меннерсам, в 1591 году перешёл к Сесилам, а в 1663 году — к Вильерсам в лице второго герцога Бекингема. Последний в 1687 году умер бездетным, и его титулы перешли в состояние ожидания. Барония де Рос была передана в 1806 году Фицджеральдам. В XX веке были ещё два коротких периода, когда титул никому не принадлежал — в 1939—1943 и 1956—1958 годах. В настоящий момент он принадлежит Петеру Тревору Максвеллу (родился в 1958 году), являющемуся двадцать восьмым бароном де Рос. Наследник барона — его сын Финбар Джеймс Максвелл.

## Бароны де Рос
Дом де Рос
- Роберт де Рос, барон де Рос (до 1237 — 13 мая 1285)[4];
- Уильям де Рос, 1-й барон де Рос (1255 — 6 или 8 августа 1316)[5];
- Уильям де Рос, 2-й барон де Рос (1285 — 3 февраля 1343)[6];
- Уильям де Рос, 3-й барон де Рос (19 мая 1329 — 3 декабря 1352)[7];
- Томас де Рос, 4-й барон де Рос (13 января 1335 — 8 июня 1384)[8];
- Джон де Рос, 5-й барон де Рос (1366 — 6 августа 1393)[9];
- Уильям де Рос, 6-й барон де Рос (1370 — 1 сентября 1414)[10];
- Джон де Рос, 7-й барон де Рос (1397 — 22 марта 1421)[11];
- Томас де Рос, 8-й барон де Рос (26 сентября 1406 — 18 августа 1430)[12];
- Томас де Рос, 9-й барон де Рос (9 сентября 1427 — 17 мая 1464)[13];
- Эдмунд де Рос, 10-й барон де Рос (1455 — 23 октября 1508)[14].

Меннерсы
- Джордж Меннерс, 11-й барон де Рос (около 1470 — 27 октября 1513)[15];
- Томас Меннерс, 1-й граф Ратленд, 12-й барон де Рос (около 1492 — 20 сентября 1543)[16];
- Генри Меннерс, 2-й граф Ратленд, 13-й барон де Рос (23 сентября 1526 — 17 сентября 1563)[17];
- Эдвард Меннерс, 3-й граф Ратленд, 14-й барон де Рос (12 июля 1549 — 14 апреля 1587)[18];
- Элизабет Сесил, 15-я баронесса де Рос (1575 — 19 мая 1591).

Сесилы
- Уильям Сесил, 16-й барон де Рос (май 1590 — 27 июня 1618).

Меннерсы
- Фрэнсис Меннерс, 6-й граф Ратленд, 17-й барон де Рос (1578 — 17 декабря 1632);
- Кэтрин Вильерс, 18-я баронесса де Рос (1603 — октябрь 1649).

Вильерсы
- Джордж Вильерс, 2-й герцог Бекингем, 19-й барон де Рос (30 января 1628 — 16 апреля 1687).

Бароны де Рос после восстановления титула
- Шарлотта Фицджеральд-де Рос, 20-я баронесса де Рос (24 мая 1769 — 9 января 1831);
- Генри-Уильям Фицджеральд-де Рос, 21-й барон де Рос (12 июня 1793 — 28/29 марта 1839);
- Уильям Леннокс Фицджеральд-де Рос, 22-й барон де Рос (1 сентября 1797 — 6 января 1874);
- Дадли Чарльз Фицджеральд-де Рос, 23-й барон де Рос (11 марта 1827 — 29 апреля 1907);
- Мэри Френсис Доусон, 24-я баронесса де Рос (31 июля 1854 — 4 мая 1939);
- Уна Мэри Росс, 25-я баронесса де Рос (5 октября 1879 — 9 октября 1956);
- Джорджина Анджела Максвелл, 26-я баронесса де Рос (2 мая 1933 — 21 апреля 1983);
- Питер Тревор Максвелл, 27-й барон де Рос (родился 23 декабря 1958).